# China (football)
Pour les articles homonymes, voir China.
João Pedro dos Santos Gonçalves, dit China, est un footballeur portugais né le 15 avril 1982 à Beja. Il évolue au poste de défenseur latéral gauche.
Il compte à son actif un total de 95 matchs en 1re division portugaise.

## Palmarès
Vierge